# Tadeusz Trzaskalik
Tadeusz Trzaskalik (ur. 3 lipca 1950 w Katowicach) – polski ekonomista, profesor nauk ekonomicznych, wykładowca Uniwersytetu Ekonomicznego w Katowicach. Kierownik katedry Badań Operacyjnych na tej uczelni. W swojej pracy naukowej skupia się na tematyce wielokryterialnym podejmowaniu decyzji, programowaniu dynamicznym oraz zastosowaniu badań operacyjnych w problematyce finansów.

## Życiorys
W 1973 ukończył studia matematyczne na Uniwersytecie Śląskim. W następnych latach pracował na ówczesnej Akademii Ekonomicznej w Katowicach (obecnie Uniwersytet Ekonomiczny), gdzie w 1980 uzyskał stopień doktora nauk ekonomicznych, a w 1991 doktora habilitowanego za pracę pod tytułem „Wielokryterialne dyskretne programowanie dynamiczne. Teoria i zastosowanie w praktyce gospodarczej”. W 1999 został mu nadany tytuł profesora nauk ekonomicznych. Na Akademii Ekonomicznej pełnił szereg funkcji. Do najważniejszych możemy zaliczyć funkcję prorektora w latach 1996–1999, czy też kierownika studium doktoranckiego. Ponadto od 1999 jest kierownikiem Katedry Badań Operacyjnych. W trakcie swojej pracy naukowej był również członkiem wielu gremiów naukowych, m.in.: Polskiego Towarzystwa Matematycznego (od 1987), Polskiego Towarzystwa Badań Operacyjnych i Systemowych, czy też Komitetu Statystyki i Ekonometrii Polskiej Akademii Nauk.
Ukończył także z wyróżnieniem Państwową Średnią Szkołę Muzyczną w Katowicach w klasie fortepianu Tadeusza Myrdacza. Ukończył studia licencjackie na Akademii Muzycznej w Katowicach w klasie fortepianu prof. Józefa Stompla w 2011 roku. 
Wydał płytę CD z wszystkimi polonezami Michała Kleofasa Ogińskiego w 2018 roku.

## Odznaczenia
- Srebrny Krzyż Zasługi
- Medal Komisji Edukacji Narodowej

## Wybrane publikacje
- Wielokryterialne dyskretne programowanie dynamiczne. Teoria i zastosowania w praktyce gospodarczej (Katowice, 1990)
- Multiobjective Analysis in Dynamic Environment (Katowice, 1999)
- Wprowadzenie do badań operacyjnych z komputerem  (Katowice, 2003)